# Andreas Wachsmann
Andreas Wachsmann orvosdoktor, nagyszebeni származású. Tanult orvostudományt 1716-ban Lipcsében és 1720-ban Halleban. Elnyervén az orvosdoktori oklevelet, visszatért Nagyszebenbe s 1722. december 22-én a városi tanács tagja lett. Ekkor nőül vette Fabritius Erzsébetet, Fabritius Mihály tanácsos leányát. További sorsa ismeretlen.

## Munkája
- Dissertatio inaug. medica de genuinis sanitatis conservandae fundamentis... 1722. m. April. Halae Magd.